# 黃宜弘
黃宜弘，GBS（1938年12月23日—2021年6月6日），生於福建泉州，前香港立法會功能界別建制派議員、商人，父親黃克立在二二八事件時任台中市長棄職潛逃被捕入獄。黃宜弘先後擔任第九屆、第十屆、第十一屆港區全國人大代表，家族與中國政府關係密切。黃於2021年6月6日在美國因癌症病逝，終年82歲。
黃宜宏在1998年至2012年間在沒有競爭下當選商界功能組別立法會議員，但甚少出席會議，即使出席會議也經常在議員席睡覺，甚至在投票表決時因睡夢錯過投下關鍵一票的時間，黃在任期內亦從未對政府提交的議案提出質詢，為立法會會議出席率最低的「四大懶蟲」之一。2003年6月，香港特區政府對基本法第二十三條立法，引發50萬人參與2003年香港七一遊行反對立法。7月9日，當晚議員乘坐政府安排的小巴離開立法會時，黃宜弘被傳媒拍得作出豎中指的不文明粗口手勢，引來學生在學校模仿豎中指，立法會收到560宗投訴，此風波令甚少出席立法會會議的黃宜弘聲名大噪。
2020年5月，黃宜弘及妻子梁鳳儀被香港證監會入稟高等法院控告挪用其上市公司「勤+緣」的資金及抬高交易價格。

## 生平

### 背景

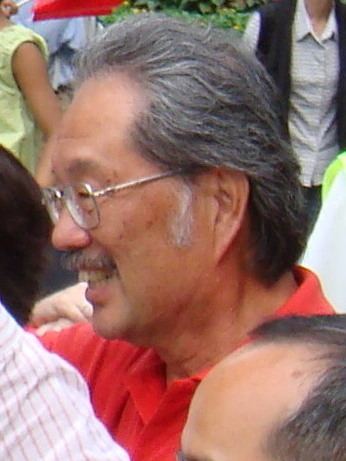
黃宜弘出席2008年夏季奧運火炬傳遞活動

黃宜弘生於商賈家庭，父親黃克立是大正國際有限公司董事長、第6屆全國政協委員及第7與第8屆全國政協常委（1988年至1998年）。黃克立在「二二八事件」時，出任台灣台中市市長，被認為是「二二八事件」劊子手之一，及後成為首批香港大紫荊勳章受勳人之一。
黃宜弘早年就讀軒尼詩道官立小學，後升讀皇仁書院。他取得美國加利福尼亞大學工程學碩士，但對外報稱持有加利福尼亞海岸大學及修蘭大學的學歷資格，傳媒就此揭發其有關學歷出自野雞大學，黃申報的博士學歷，涉嫌誤導立法會秘書處。雖然黃宜弘宣稱「哲學博士」（Ph.D.）及「法律博士」（J.D.）學位分別由加利福尼亞海岸大學、修蘭大學（Southland University）頒授，然而這兩所大學都被美國政府當局認定是文憑工廠。
在商業方面，黃宜弘主要職務為大正國際董事總經理、永固紙業有限公司主席，其他職務包括合興（集團）有限公司董事、亞洲金融集團有限公司董事、亞洲保險有限公司董事、金利來集團有限公司董事、商務印書館（香港）網上書店有限公司董事。公職方面，曾任第十屆全國人民代表大會代表、香港特別行政區立法會議員（商界二）、香港貿易發展局理事、香港瓦通紙業廠商會榮譽會長及香港出版總會名譽會長。

### 立法會議員
自從1991年立法局選舉開始，到2008年立法會選舉，黃宜弘一直都循功能組別商界（二），即香港中華總商會推舉進入立法會。該組一直靠內部推舉代表，沒有參選對手而自動當選。黃宜弘經常在立法會會議上呼呼大睡，被認為是立法會最差的議員，亦是立法會唯一連續五年未有提出質詢的議員。在基本法第23條立法期間，曾被電視台拍到在車上舉起中指指向圍堵立法會群眾，事後在鏡頭面前向市民道歉。他因此獲得「中指黃」、「黃中指」、「中指議員」等稱號。
在2004年第三屆立法會第一次財委會主席選舉中，黃宜弘以28比30票被前線的劉慧卿擊敗，有人認為是早餐派組成的「泛聯盟」倒戈相向。當時他拒絕鄭經翰提名參選財務委員會副主席。2008年，黃宜弘再在沒有競爭對手下，連任立法會議員。
2012年，黃宜弘宣佈不會參選2012年香港立法會選舉，結束議員生涯。

### 港區全國人大代表
黃宜弘1998年3月起擔任港區全國人大代表，於2003年連任，至2008年1月第十一屆人大選舉中以候補身份當選。

### 晚年及離世
黃宜弘近年主要在加拿大居住，自2016年起已患有肺癌，曾一度治癒。
然而，他的癌症自2020年起再度復發，因此前往美國就醫。至2021年4月，由於肺癌擴散至腦部，導致他一直昏迷不醒，至同年6月6日晚上（美國時間）於鳳凰城逝世，享年82歲。時任行政長官林鄭月娥及立法會主席梁君彥，都為他逝世致哀。

## 爭議

### 學歷質疑
根據黃宜弘在香港立法會網站列出的學歷，他具有兩間院校學位：
- 美國加利福尼亞海岸大學工程學哲學博士（Ph.D. (Engineering), California Coast University）
- 美國修蘭大學法律博士（J.D. (Law), Southland University）

2004年10月，傳媒報導有關大學是未經評審的「文憑工廠」，學位未獲美國政府承認，黃否認。股市分析員大衛·韋伯（David Webb）曾就黃宜弘是否涉及虛報學歷提出調查請求。
黃宜弘於1984年8月27日在加利福尼亞海岸大學取得工程學學位。加利福尼亞海岸大學被揭發是遙距教學文憑工廠，該校告示板表明該校「無需正式、在校的居留或課堂參與」（"does not require formal, on-campus residence or classroom attendance"）考生得自選監考員，毋需在校內考試。學校網頁亦指出，學校在2001年取得DTEC的認證。
修蘭大學Southland University 亦是一家典型的文憑工廠，提供水平以下或無需學術研究的學位，被揭發因為非法辦學而被美國聯邦調查局控告詐騙，現時已停止運作。

### 向示威市民舉中指出不文手勢
最受非議的是黃宜弘於2003年基本法第23條立法期間，在2003年7月9日晚上，立法會門外被示威者包圍下，舉起中指作出不文手勢，之後需要道歉了事。

### 向立法會主席提出終止辯論
此外，在2012年5月17日凌晨，黃宜弘不滿人民力量和社民連議員在立法會「拉布」阻止通過立法會議員出缺條例，向時任主席曾鈺成提出終止辯論。曾鈺成休會後宣布接納他的提議，是為「剪布」。傳媒之後質疑黃宜弘與曾鈺成早有默契，黃否認，說︰「我係最老實嘅人，從來不講大話嘅。」

### 被證監會控告挪用公司資金
證券及期貨事務監察委員會在2019年10月入稟高院，控告上市公司勤＋緣媒體服務有限公司（現稱星美文化）的創辦人梁鳳儀及其丈夫黃宜弘等人，指他們在擔任公司管理層期間，涉嫌透過21個「人頭」（包括梁鳳儀私人助理的家姑、契媽、密友等）成立多間離岸公司，抬高電視劇播映權轉讓交易協議書的價格，從上市公司挪用逾7,000萬港元到私人戶口，因此向梁黃二人索償及要求禁止他們出任其他公司的董事。

### 被評最差立法會議員
黃宜弘由1991年至2008年，一直循功能組別商界（二）進入立法會，因他曾連續5年未有提出任何質詢，並經常在會議中睡覺，因此被批評是最差立法會議員。

## 家庭
黃宜弘為梁鳳儀的繼夫。梁鳳儀有兩段婚姻，前夫為何文匯。黃宜弘亦有兩段婚姻，並前妻誕下三名兒子。
黃宜弘與前妻誕下的長子黃群祝居於香港大坑徑25號龍華花園的住宅單位。黃群祝曾於2004年因為與黃宜弘談電話時爭執一度激動而企圖跳樓。2015年7月，48歲的黃群祝因為不滿45歲的妻子陳少燕與別人通電話時說他壞話，於是奪去妻子的手機及更改密碼，妻子的弟弟趕到後與黃群祝發生推撞，黃群祝的眼鏡掉地損毁，黃群祝報警後，48歲的黃群祝與43歲的舅仔一併被捕。

## 外部連結
- 香港立法會：黃宜弘議員
- 香港立法會於2005年4月19日的檔案資料